# Kula Kangri
Le Kula Kangri est un sommet situé sur ou près de la frontière entre le Bhoutan et la Chine.